# Malika Louback
Malika Louback-Mohamed est une mannequin et ingénieure franco-djiboutienne. Elle est la première femme djiboutienne à faire la couverture de Vogue France.

## Biographie

### Famille et éducation
Malika Louback est originaire de Djibouti. Elle a deux sœurs. Son prénom signifie "reine" en arabe, et son nom de famille signifie "lionne", en afar, l'une des langues de Djibouti. Sa mère est Moumina Houmed Hassan, ministre djiboutienne de la Femme et de la Famille depuis 2016, après une carrière dans des organisations non gouvernementales et à l'Organisation mondiale de la santé.  Son père est ingénieur.
Suivant les traces de son père, Malika Louback possède trois diplômes: un Diplôme universitaire de technologie en génie industriel et de maintenance, un bachelor en physique et un autre diplôme en génie des sciences des matériaux'. Elle arrive à Lyon en 2013, et y passe six ans pour ses études. Elle reste ensuite en France pour devenir mannequin à Paris. Ses deux sœurs vivent également en France.

## Carrière de mannequin
Malika Louback a toujours voulu être mannequin et ingénieur, "pour avoir plusieurs cordes à mon arc", déclare-elle, et estime que son expérience en ingénierie l'aide à être plus attentive aux détails en tant que modèle. Elle s'inspire de sa mère, de sa grand-mère et d'autres femmes djiboutiennes en matière de mode'. Elle a contacté IMG Models via leur site Web dès qu'elle termine son troisième diplôme. Elle reçoit immédiatement un appel et signe avec l'agence en septembre 2019.
Au cours de la saison printemps/été 2020, Louback défile pour Jil Sander à Milan, Yves Saint Laurent à Paris, Chanel et Hermès'. Sa première couverture de magazine est celle de Vogue Paris en septembre 2020, elle est la première femme djiboutienne à figurer sur cette couverture.
Elle passe le confinement pandémique français de 2020 dans un petit appartement parisien avec des colocataires. Elle fait des séances de mannequinat occasionnelles sur FaceTime.
En 2021, Malika Louback devient "le visage" de la maison de couture Loro Piana. Depuis 2022, elle fait partie du top 50 des mannequins de Models.com. Elle est nommée deux fois au titre de Mannequin de l'année (MOTY).
Elle apparaît ensuite sur de nombreuses couvertures de magazines: Vogue Adria (en) (en avril 2024), Elle France (en septembre 2023), V Fall (avant-première 2022), Numero (en avril 2022), Vogue France (en février 2022), Vogue Japan (en septembre 2021) entre autres.
Malika Louback est également le visage de la marque de luxe italienne Loro Piana.